# Juan Vert Carbonell
Juan Vert Carbonell (Carcaixent, Valencia, 22 april 1890 – Madrid, 16 februari 1931) was een Spaans componist.

## Levensloop
Zijn eerste muziekles kreeg hij van de plaatselijke organist en dirigent van de Banda Enrique Casanova. Verder kreeg hij piano- en compositieles aan het college La Conceptión bij Manuel Ferrando. Later studeerde hij aan het Conservatorio Superior de Música de Valencia harmonie en compositie bij Emilio Vega. In 1911 ging hij samen met zijn leraar aan het Real Conservatorio Superior de Música de Madrid. In deze tijd werkte hij bij een bekende gitaarhandelaar Andrés Marín Simon, die hem financieel steunde. In 1916 gradueerde hij met eerste prijzen in harmonie en compositie.
Vert Carbonell huwde María Ortega, een schoonzuster van Andrés Marín Simon.
Zijn eerste beide zarzuelas in 1917 en 1918 werden succesvol bij een openbare gelegenheid opgenomen. In 1919 begon hij met Reveriano Soutullo Otero een samenwerking, die heel succesvol zou worden en tot zijn overlijden zou duren.

## Composities

### Werken voor banda (harmonieorkest)
- 1924 La leyenda del beso, een selectie uit de zarzuela

### Muziektheater

#### Zarzuelas
- 1917 Las vírgenes paganas - libretto: Enrique García Alvarez en Félix Garzo
- 1918 El Versalles madrileño
- 1919 El capricho de una reina (samen met: Reveriano Soutullo Otero) - libretto: Antonio Paso en Antonio Vidal y Moya
- 1919 La Garduña (samen met: Reveriano Soutullo Otero) - libretto: Antonio Paso en José Rosales Méndez
- 1920 La Guillotina (samen met: Reveriano Soutullo Otero) - libretto: Pastor
- 1920 Guitarras y bandurrias (samen met: Reveriano Soutullo Otero) - libretto: Francisco García Pacheco en Antonio Paso
- 1921 Los hombrecitos (samen met: Reveriano Soutullo Otero) - libretto: Enrique Calonge
- 1921 La Paloma del barrio (samen met: Reveriano Soutullo Otero)
- 1921 Las perversas (samen met: Reveriano Soutullo Otero) - libretto: Alfonso Lapena Casañas en Alfonso Muñoz
- 1922 La venus de Chanberí (samen met: Reveriano Soutullo Otero) - libretto: Fernando Luque
- 1923 La conquista del mundo (samen met: Reveriano Soutullo Otero) - libretto: Fernando Luque
- 1923 La piscina del Buda (samen met: Reveriano Soutullo Otero en Vicente Lleó) - libretto: Antonio Paso en Joaquín Dicenta
- 1923 El regalo de boda (samen met: Reveriano Soutullo Otero) - libretto: Fernando Luque
- 1924 La leyenda del beso (samen met: Reveriano Soutullo Otero) - libretto: Enrique Reoyo, Antonio Paso en Silva Aramburu
- 1924 La chica del sereno (samen met: Reveriano Soutullo Otero)
- 1925 La casita del guarda (samen met: Reveriano Soutullo Otero) - libretto: Enrique Calonge
- 1925 Primitivo y la Gregoria o el amor en la Prehistoria (samen met: Reveriano Soutullo Otero) - libretto: Fernando Luque en Enrique Calonge
- 1925 Encarna, la misterio (samen met: Reveriano Soutullo Otero) - libretto: Enrique Calonge en Fernando Luque
- 1927 La del soto del Parral (samen met: Reveriano Soutullo Otero) - libretto: Anselmo C. Carreño en Luis Fernández de Sevilla
- 1927 El último romántico (samen met: Reveriano Soutullo Otero) - libretto: José Tellaeche
- 1930 Las Pantorrillas (samen met: Reveriano Soutullo Otero) - libretto: Joaquin Mariño en Francisco García Laygorri
- El capricho de Margot (samen met: Reveriano Soutullo Otero)
- Las aventuras de Colón

#### Andere toneelwerken
- 1919 Justicias y ladrones, operette (samen met: Reveriano Soutullo Otero)
- 1928 Las Maravillosas, revista (revue) (samen met: Reveriano Soutullo Otero) - libretto: Antonio Paso en Borrás

- Biblioteca Nacional de España: XX842313
- Bibliothèque nationale de France: cb13927350m (data)
- Gemeinsame Normdatei: 140170383
- International Standard Name Identifier: 0000 0000 8116 156X
- Library of Congress Control Number: no93027059
- Nationale Bibliotheek van Letland: 000338432
- MusicBrainz: 3e4650ba-2560-4e82-8a9d-c92b63cfff01
- Nationale Bibliotheek van Israël: 987007443806205171
- Virtual International Authority File: 37104406
- WorldCat: E39PBJmDj8H3Kpgkx8qwHD8grq